# Miwa Yoshida
Miwa Yoshida (吉田 美和, Yoshida Miwa, 6 de Maio de 1965) é uma cantora japonesa. É casada com Juon Kamata.

## Vida pessoal
Yoshida casou-se com o diretor Ken Sueda em 2003, mas ele faleceu de câncer em 2007. Em 21 de Março de 2012, ela anunciou que havia se casado em 8 de Março com Juon Kamata, vocalista da banda de rock Fuzzy Control.

## Carreira
Miwa Yoshida, juntamente com Masato Nakamura e Takahiro Nishikawa, criaram a banda Dreams Come True em 1988, em Tokyo.
Yoshida também participou de um projeto paralelo ao Dreams Come True, chamado de "Funk the Peanuts". Além disso, também lançou dois álbuns solo: "Beauty and Harmony" and "Beauty and Harmony 2". Os nomes dos álbuns são a tradução do nome Miwa para o Inglês.
Em 1995, Yoshida iniciou os trabalhos musicas de "Funk the Peanuts", além de lançar o álbum solo "Beauty and Harmony". Juntamente com Nakamura, fundou a gravadora DCT Records, em Julho de 2002, onde ela começou a trabalhar como produtora executiva também.

### Singles
- Namida no Mangekyō (涙の万華鏡, Caleidoscópio de lágrimas) -m.yo mix- (6 de Maio de 2003)

### Álbuns
- Beauty and Harmony (18 de Dezembro de 1995)
- Beauty and Harmony 2 (6 de Maio de 2003)